# Moisés García
Moisés García León (Siviglia, 10 luglio 1971) è un allenatore di calcio ed ex calciatore spagnolo, di ruolo attaccante.

## Biografia
Ha tre fratelli calciatori: Eduardo, Gerardo e Manuel Candelas.

## Carriera
Debuttò in Primera División con il Real Saragozza nella stagione 1988-1989 sotto la guida di Radomir Antić, diventando l'esordiente più giovane della storia del club aragonese grazie alla presenza contro il Real Murcia del 6 novembre 1988.
Restò al Real Saragozza fino al 1994 prima di passare ai rivali dell'Osasuna in Segunda División. Nella sua ultima stagione a Saragozza vinse la Coppa di Spagna, l'unico titolo della sua carriera. Giocò l'ultima partita con il Real Saragozza il 15 maggio 1994, in occasione di una vittoria per 4-1 contro il Real Madrid allo stadio La Romareda.
Nel 1996 ha militato nel Club Deportivo Leganés, segnando 13 reti in 16 partite.
Successivamente ha giocato con diverse squadre spagnole in Primera e in Segunda División, tra cui, nella stagione 2001-2002, il Siviglia, la squadra della sua città natale.
Nel 2010 è passato al Club Deportivo La Muela, in Segunda División B, con cui ha segnato tre gol ed ha concluso la sua carriera agonistica.

## Palmarès

### Competizioni nazionali
- Coppa di Spagna: 1

Real Saragozza: 1993-1994